# 14026 Esquerdo
14026 Esquerdo eller 1994 ST7 är en asteroid i huvudbältet som upptäcktes den 28 september 1994 av Spacewatch vid Kitt Peak-observatoriet. Den är uppkallad efter astronomen Gilbert A. Esquerdo.
Asteroiden har en diameter på ungefär 4 kilometer och den tillhör asteroidgruppen Nysa.